# Pupăză
Pupăza (Upupa epops), cucul armenesc sau (regionalisme) pasăre de balegă este o pasăre insectivoră, migratoare, din familia upupide (Upupidae), ordinul coraciiforme (Coraciiformes), de circa 28 cm lungime, cu penajul pestriț de culoare cafeniu, cu aripile și coada negricioase, cu dungi transversale albe, cu ciocul cafeniu deschis, lung, ascuțit la vârf și curbat în jos, picioare cenușii, aripi rotunjite și cu un moț de pene mari, roșii-ruginii, așezate ca o creastă în vârful capului, pe care îl poate desface și strânge după dorință. Cuibărește în România, dar pleacă în sezonul rece.

## Descrierea
Are o lungime de 28–29 cm (între mierla neagră și guguștiuc) și o greutate de 75 g. Penajul este similar la ambele sexe. Pupăza are un colorit viu similar, brun deschis roșcat pe cap, piept și partea anterioară a spinării. Aripile sunt rotunjite la capăt, negricioase, cu dungi transversale albe. Dungile alb-negre ale pupezei sunt prezente și sub aripi, fiind mai vizibile în zbor. Coada este relativ lungă, neagră, barată spre bază de o bandă albă. Pe cap poartă o creastă (moț) erectilă de pene roșcate sau portocalii, ale căror vârfuri sunt pătate cu negru: în funcție de împrejurări, creasta poate fi răsfirată ca un evantai sau strâns lipită de creștet.  Ciocul, cu totul aparte, este cafeniu deschis, lung, curbat în jos, îngust și ascuțit la vârf. Picioarele sunt cenușii și potrivit de lungi, pupăza fiind o pasăre mai mult terestră. Cele două degete externe sunt unite printr-o pieliță pe o anumită porțiune. Aspectul deosebit al pupezei ajută la identificarea ei cu destulă ușurință, mai ales că pot fi observate în zone deschise.

## Răspândire și habitatul
Este răspândită în sudul, centrul și estul  Europei (este absentă în Scandinavia și Insulele Britanice), Asia, nordul și centrul și sudul Africii, Madagascar.
Migrația.  Este parțial migratoare. Iernează în Africa la sud de Ecuator, Asia de sud și de sud-est. Pupezele din Europa migrează în Africa tropicală.
Habitat: regiuni uscate, zone deschise de câmpie cu copaci izolați, livezi, dealuri.

## Taxonomie
Familia upupidelor (Upupidae) include un singur gen Upupa și o singură specie existentă Upupa epops și o specie extinctă Upupa antaios dispărută din 1600. Specia Upupa epops include 9 subspecii, care sunt distribuite după cum urmează:
1. Upupa epops epops — nord-vestul Africii, Insulele Canare și Europa, la est și sud până în Rusia centrală, nord-vestul Chinei și nord-vestul Indiei.
2. Upupa epops major — Egipt, nordul Sudanului și estul Ciadului.
3. Upupa epops senegalensis — sudul Algeriei și Senegalului, la est până în Etiopia și Somalia.
4. Upupa epops waibeli — Camerun și nordul Republicii Democrate Congo, la est până în Uganda și Kenya de nord.
5. Upupa epops africana — centrul Republicii Democrate Congo, la est până în Kenya centrală și la sud de până în Cape.
6. Upupa epops marginata — Madagascar.
7. Upupa epops saturata — centrul și sudul Rusiei, la est până în Japonia și la sud până în centrul Chinei și Tibet.
8. Upupa epops ceylonensis — Pakistan și nordul Indiei, la sud până în Sri Lanka.
9. Upupa epops longirostris — Assam și Bangladesh, la est până în sudul Chinei, la sud până în nordul peninsulei Malay și Indochina.

## Hrana
Hrana pupezei constă din insecte și larvele lor, viermi (viermi de pământ etc.), păianjeni, melci, limacși, miriapode, pe care le capturează la suprafața solului cu ciocul lor lung sau de sub crusta pământului prin bătăi repezi de cioc. Dacă prada este prea mare, o trântește de mai multe ori de pământ pentru a o rupe în bucăți. Prada omorâtă este aruncată mai întâi în sus, apoi este prinsă și înghițită, având în vedere că limba pupezei este mică. Înainte de a înghiți prada sau de a o transporta la pui, păsările o ucid în prealabil. Reflexul uciderii prăzii este instinctiv și se manifestă ca un act automat.

## Comportamentul
Își petrece majoritatea timpului pe pământ, cercetând solul cu ciocul în căutarea hrănii.
Au un zbor ondulat neregulat, lent, cu bătăi puternice din aripi, urmate de pauze. În timpul zborului, aspectul lat al aripilor pupezelor este clar vizibil, cu creasta ținută adunată pe ceafă. Adesea își ridică penele crestei la aterizare.
Atunci când sunt alarmate, pupezele își desfac creasta mult în față, până peste cioc, scot un strigăt și fug ca o prepeliță sau își iau zborul, fluturând aripile și ondulându-și corpul ca o ciocănitoare. Coloritul joacă un rol deosebit în camuflarea pupezelor, în caz de primejdie stau lățite la pământ, ca moarte, cu aripile și creasta desfăcute, complet imobile, cu greu putând fi deslușite în ambianța mediului și apoi își iau zborul cu o iuțeală de nedescris.
Deseori pot fi întâlnite făcând baie în praf, lucru care le ajută să-și întrețină penajul. Pupezele nu sunt păsări foarte retrase, iar perechile deseori își fac cuib în clădiri.
Pupăza este renumită pentru lipsa de igienă și mirosul neplăcut pe care îl emană. În general, dușmanii pupezei evită cuiburile ei din cauza mirosului neplăcut degajat de pui, de femelă, de excremente adunate în cuib și de resturi de mâncare. De aici au pornit diferitele legende legate de particularitățile cuiburilor lor.

## Cântecul
În perioada împerecherii răsună frecvent strigătul ei „up-up-up" sau „uu-puu-puup", de la care i se trage și numele. Strigătul ei de alarmă seamănă cu un horcăit fâșâit „șree". 
Când cântă, pasărea înfoiază penele din jurui gâtului și coboară ciocul în jos; în același timp strânge penele crestei, care apar ca un al doilea cioc îndreptat în sus.

## Reproducerea

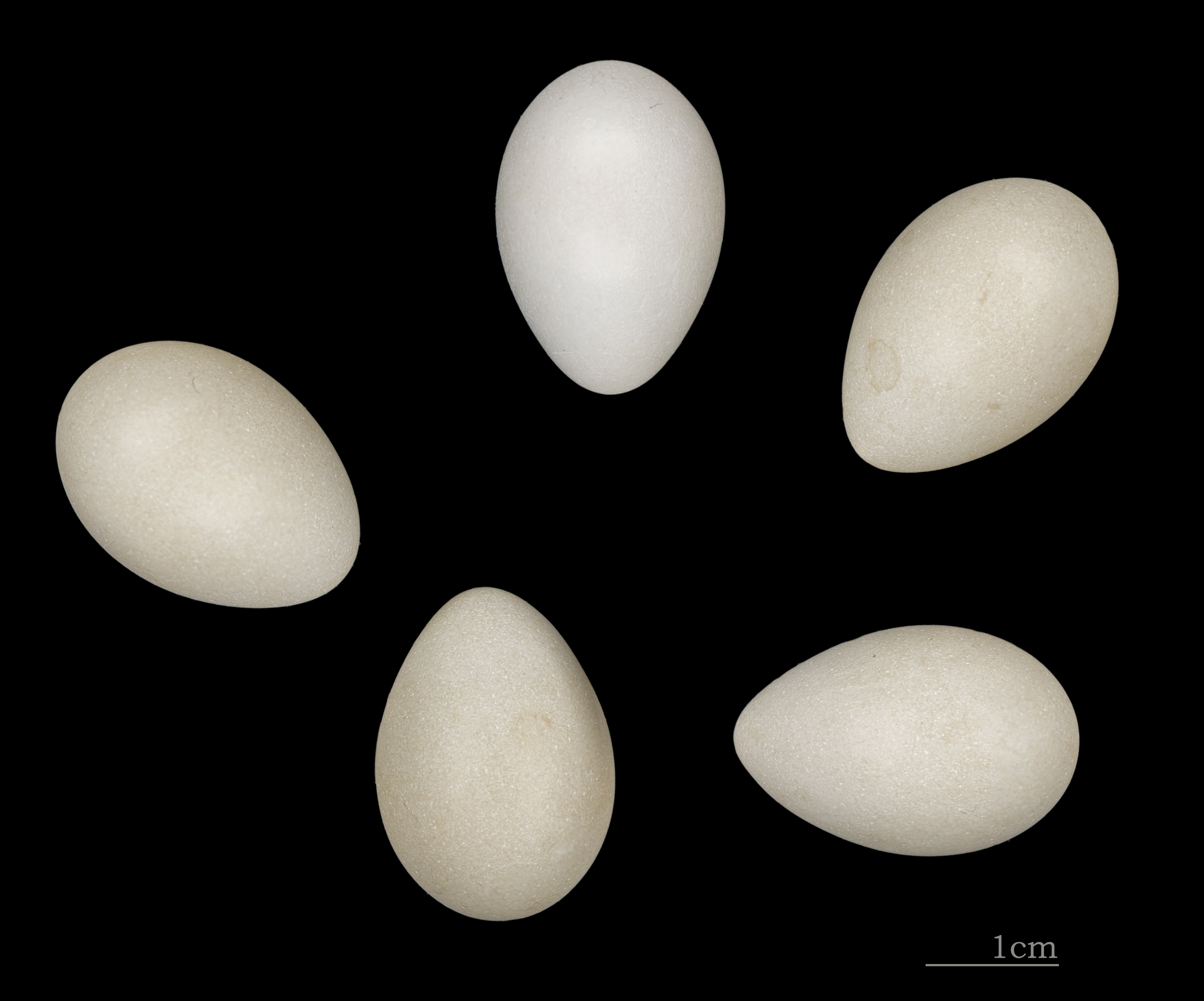
Upupa epops

Împerecherea are loc pe sol, fără manifestări nupțiale.

### Cuibul
Cuibărește în scorburi de arbori sau găuri de stâncă, în ziduri dărăpănate, în cavități din sol, în grămezi de pietre, stive de lemne, uneori și în cutii construite special pentru păsări (cuiburi artificiale). Cuibul este simplu, fără așternut special, este slab conturat și căptușit sărăcăcios cu plante, pene, lână, cârpe etc. Are miros neplăcut datorită excrementelor semilichide ce se adună aici în perioada creșterii puilor.

### Ponta
Femela depune pe fundul de rumeguș al scorburii 5-8 ouă, începând de la sfârșitul lui aprilie până la începutul lui mai. Ouăle sunt eliptice, netede, mate, uneori punctate cu pori evidenți, colorate cenușii, gălbui, oliv sau verzui spre cafeniu. Coaja se pătează în cuib.

### Incubația
Incubația durează 16-19 zile. Clocitul începe înaintea încheierii pontei și este asigurat de femelă. În perioada clocitului, masculul îi aduce de mâncare. Femela părăsește cuibul doar seara și dimineață pentru scurt timp. Cât clocește, la femelă se dezvoltă glanda uleioasă de la baza cozii, din care, în caz de primejdie, se proiectează un lichid brun-negricios, cu un miros insuportabil nu numai pentru om, dar și pentru dușmanii săi obișnuiți, micile mamifere carnivore. Pe an, are loc o singură clocire, mai rar două.

### Puii
Puii sunt nidicoli, adică golași și sunt acoperiți de femelă. Puii se acoperă curând de puf și apoi de pene; puful este lung și sărăcăcios, alb-cenușiu. Puii au gâtlejul roșu, ciocul scurt, drept și gros, gri-albastru cu îngroșare albă; încă de mici, ei își pot desfășura în cuib creasta în formă de evantai. Ciocul puilor ajunge la lungimea normală abia după un an. Puii sunt hrăniți la început numai cu ceea ce le aduce masculul;  mai târziu ambii părinții asigură hrănirea. La ivirea unui dușman, puii încep să pufăie ca pisicile, împroșcându-l cu fecalele lor semilichide și silindu-l astfel să se îndepărteze. După 28-30 de zile puii sunt capabili de zbor și părăsesc cuibul. Părinții continuă să-i mai hrănească încă mult timp.

## Răspândirea și prezența în România
Cuibărește la noi, dar pleacă în sezonul rece.
Răspândirea. Pupezele preferă câmpia și dealurile, dar urcă până la 1300 m în Carpați; sunt frecvente mai ales în zonele inundabile ale Dunării, bogate în sălcii scorburoase.
Prezența. Pupezele sunt prezente în România în timpul cald; toamna migrează în Africa Centrală. Retragerea pupezelor spre locurile de iernare din Africa tropicală începe din august și continuă în septembrie și chiar în octombrie. Migrarea are loc în grupuri mici, zburând la înălțime joasă, cu fâlfâirea caracteristică a aripilor, ca la fluture. Când primăvara revin la vechile locuri în care au cuibărit cu un an înainte, pupezele caută aceeași scorbură sau aceeași crăpătură în mal ori în grădinile gospodăriilor.

## Starea de conservare
Pupăza figurează pe lista IUCN ca specie cu risc scăzut. Această specie este larg răspândită și comună la nivel local în multe arii, dar a suferit pierderi evidente, mai ales la marginile arealului său. În Europa, arealul pupezei s-a micșorat încă de la sfârșitul secolului al XIX-lea, cu un declin deosebit de puternic în 1955-1960. Acest declin este atribuit schimbărilor climatice, modificării practicilor agricole și utilizării intense a terenurilor. În 2001, populația europeană a fost estimată la 700.000-900.000, iar în întreaga lume la 5-10 milioane de păsări. În Africa, Madagascar și Asia practicele agricole intense au afectat negativ numărul pupezelor. Pupezele sunt încă persecutate de către vânătorii din Europa de Sud și unele părți ale Asiei.

## Semnificația pentru om
Această pasăre inconfundabilă are un istoric lung în cultura umană. Numele sau științific și vernacular este onomatopeic în mai multe limbi. Hrana pupezei include insecte dăunătoare agriculturii și silviculturii și utilitatea acesteia în controlul acestor dăunători a fost recunoscută. Pupăza este protejată prin legi naționale.

## Pupezele în cultura populară
- În cultura de limbă română, o pupăză ocupă un rol important în acțiunea unui fragment din romanul Amintiri din copilărie, scris de Ion Creangă.
- În trecut, pupăză se mai numea o mică prajitură din categoria colacilor (în sudul Moldovei, posibil și în alte regiuni), mucenicilor (sfinților) ce era făcută într-o formă ce amintea de conturul unei pupeze. Se împărțeau atunci când se dădea de pomană; de aici provine expresia "colac peste pupăză", exprimând ceva ce nu mai e necesar, un surplus, un exces.
- Pupăza a fost folosită ca un hieroglific și venerată în Egiptul antic.
- Pupăza apare în mitologia greacă. Odată bărbat, Tereus a fost transformat într-o pupăză. Personajul apare mai ales în Păsările de Aristofan.
- În tradițiile islamice (Coran 27:20-28) și unele iudaice (Midrash Mishlei), pupăza este asociată cu Solomon (în arabă fiind numit Suleyman) care vorbea cu animalele, și îi spune acestuia despre Regina din Saba și tărâmul ei magnific.
- Pupezele și sângele lor reprezintă instrumente în multe practici magice medievale vestice, de multe ori asociate cu diferite forme de divinație și necromanție.
- În cultura valenciană, pupăza este numită Palput și este asociată cu penisul.[7]
- Pupăza cu cioc lung a fost aleasă drept pasărea națională a Israelului în mai 2008, o dată cu aniversarea a 60 de ani de existență a țării, după un sondaj național adresat unui număr de 155 000 de cetățeni.[8]

## Expresii și proverbe românești legate de pupăză
- Cuib de pupăză = a) loc murdar; b) locuință murdară, urât mirositoare,
- Brânza de pupăză = mâncare proastă.
- A i-o țipa în pupăză = a nu ști să păstreze un secret
- A-i cântă (cuiva) pupăza = a-i merge rău; a nu avea noroc.
- A-l spurca (pe cineva) pupăza = a) a auzi, pe nemâncate, pupăza cântând pentru prima oară într-un an; b) (glumeț) a vedea o femeie goală.
- A aduce tot pui (sau ouă) de pupăză = a-i merge totul rău.
- A-i pune (sau a-i da) cuiva o pupăză în obraz = a batjocori pe cineva.
- A-i umbla (ori a-i merge, a-i toca) cuiva gura ca o pupăză = a) a vorbi repede și fără întreruperi. b) a flecări; a fi limbut.
- A bate din pupăză = a vorbi mult; a flecări, a trăncăni.
- Colac peste pupăză sau pupăză peste colac, se spune când peste o pagubă, o nenorocire, o supărare se adaugă o altă pagubă, nenorocire, supărare (și mai mare).

## Galerie

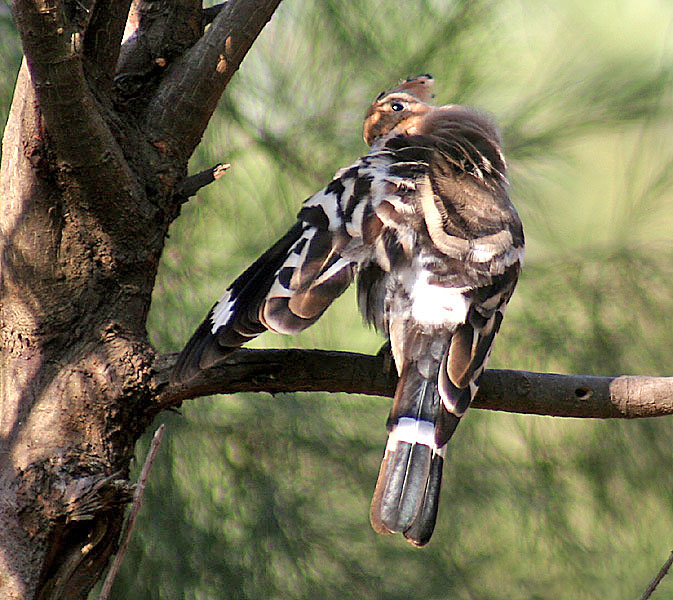
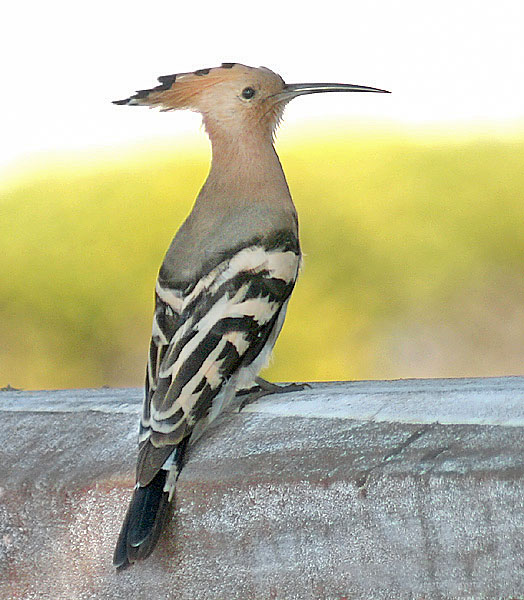
India
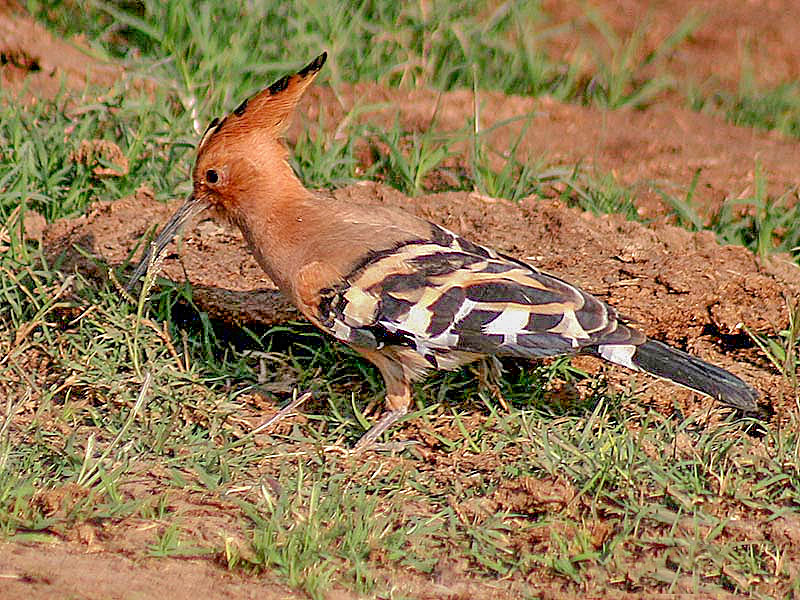
La Hodal, India.
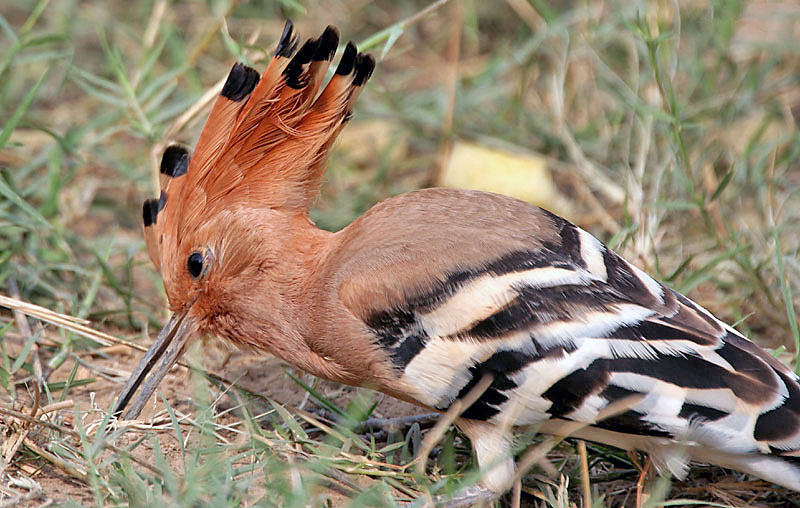
La Hodal, India.
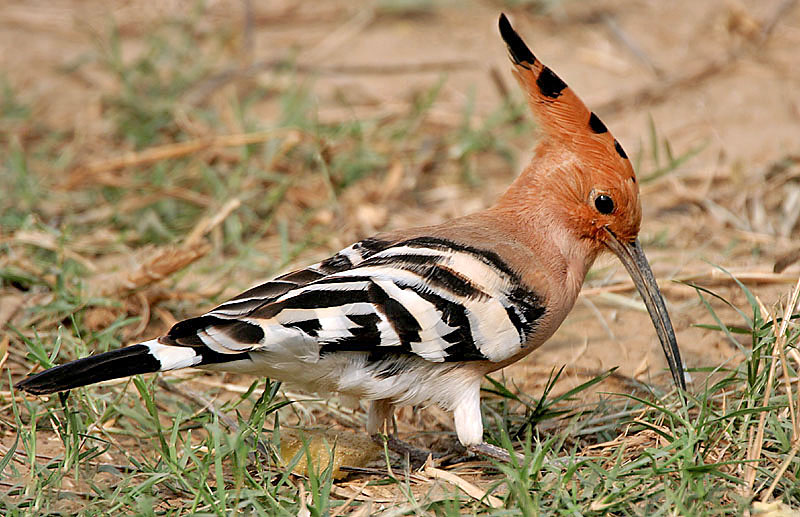
La Hodal, India.
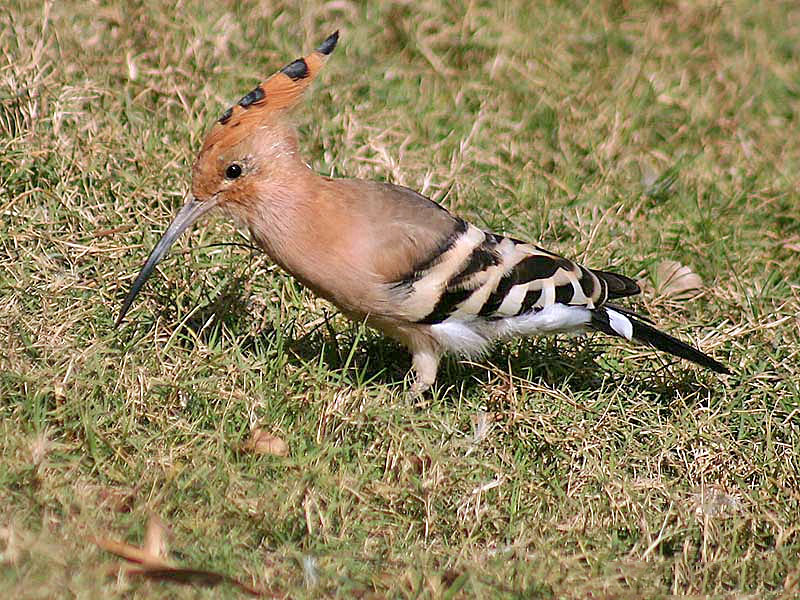
La Hodal, India.
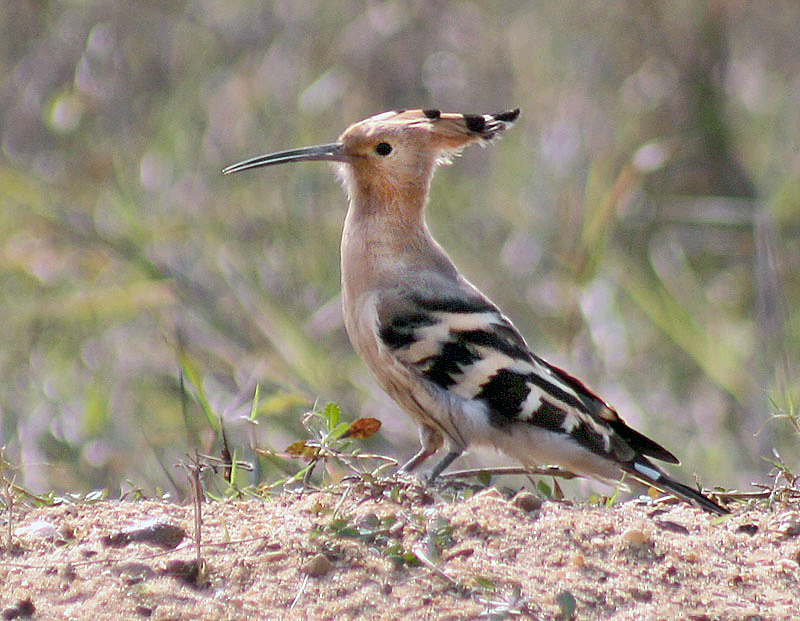
În  Calcutta, India.
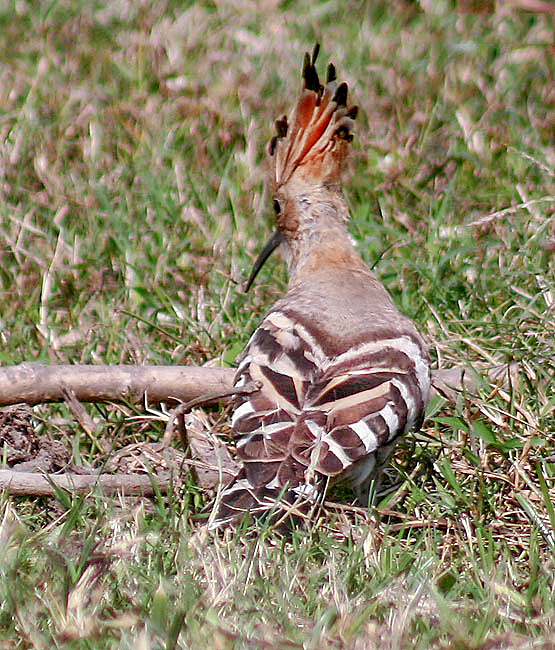
În  Calcutta, India.
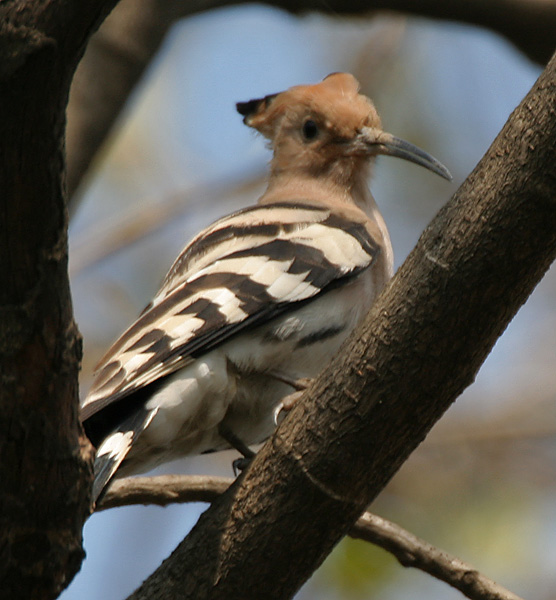
În  Calcutta, India.
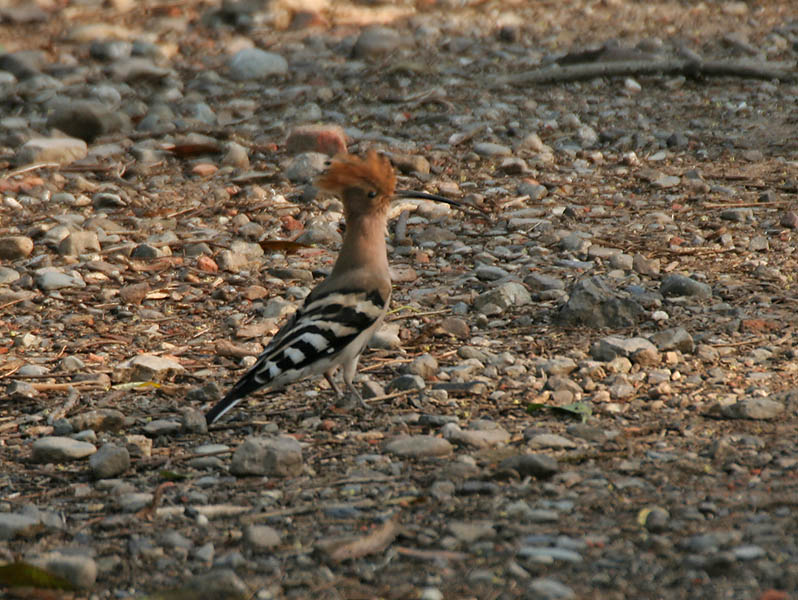
La Jayanti, India.